# Valravn (Cedar Point)
Pour l’article homonyme, voir Valravn (homonymie).
Valravn est un parcours de montagnes russes à Cedar Point. Conçue par Bolliger & Mabillard, l'attraction est le 100e parcours de montagnes russes construit par la firme suisse, la troisième machine plongeante installée aux États-Unis et la dixième dans le monde. 
L'attraction a pour thème Valravn, un oiseau surnaturel du folklore danois. L'attraction fut détentrice de plusieurs records mondiaux pour des montagnes russes de ce type dont celui de hauteur, de longueur et de vitesse jusqu'en 2019, quand Yukon Striker fut créée à Canada's Wonderland. Valravn ouvre ses portes le 7 mai 2016[réf. nécessaire]. Il a notamment servi de décor pour bienvenue à Zombiland 2.